# آمیزش جنسی دهانی

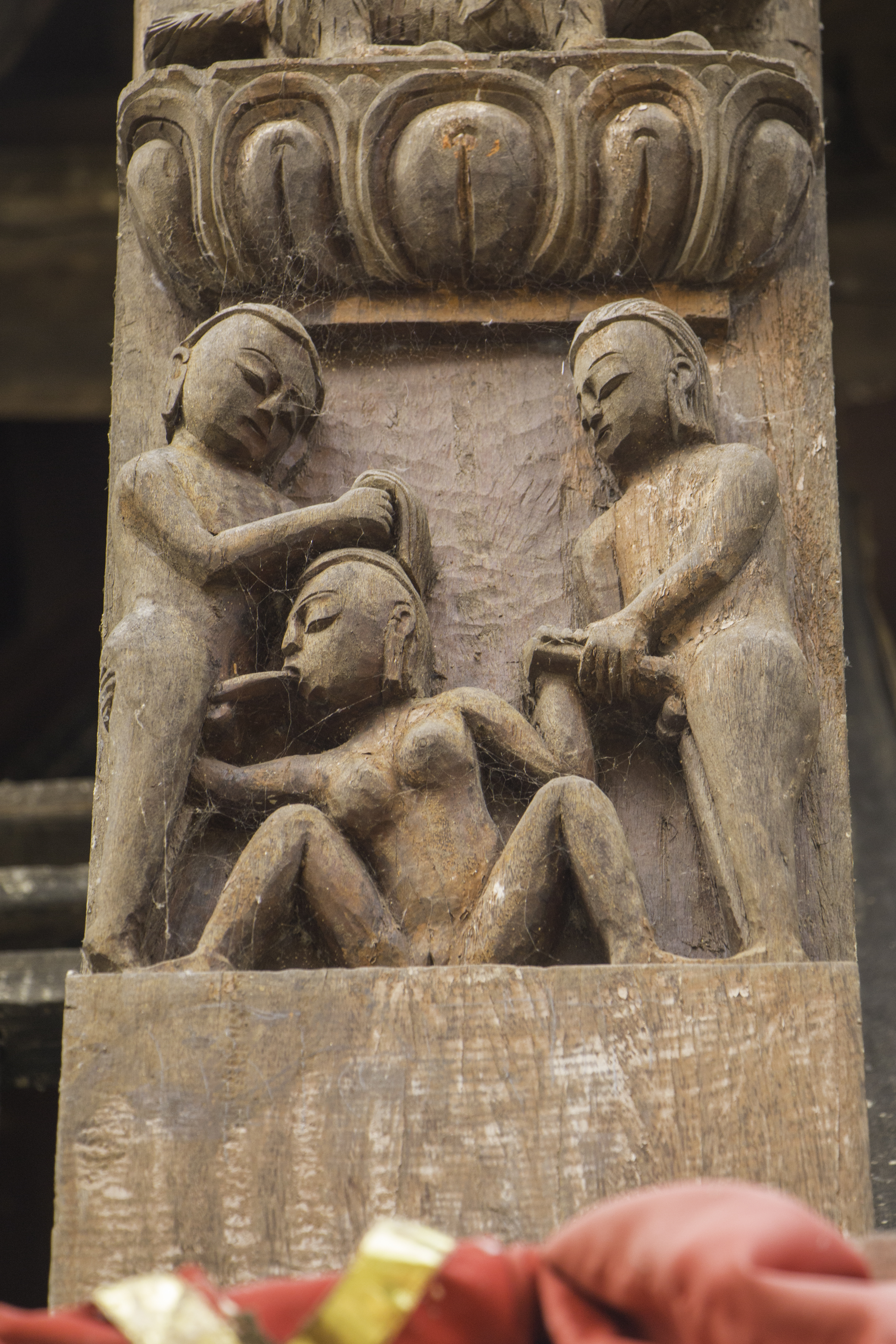
مجسمه‌ای متعلق به قرن هفدهم که زنی را در حال انجام سکس دهانی با دو مرد نشان می‌دهد. از دیوار معبد اوما ماشیوور در کیرتیپور.

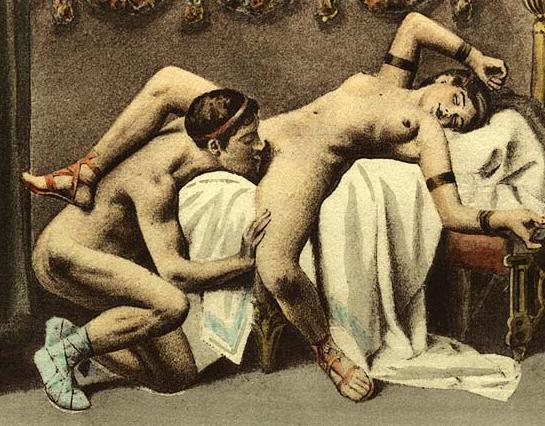
تصویری از قرن نوزدهم؛ مردی در حال انجام رابطهٔ دهانی با یک زن

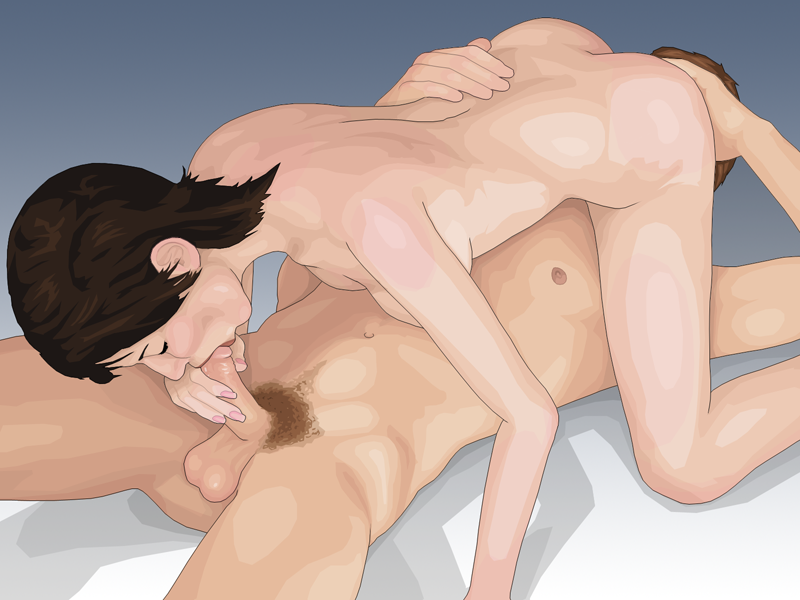
پوزیشن ۶۹ شکلی از آمیزش دهانی است که در آن همزمان کس‌لیسی و کیرلیسی انجام می‌شود.

آمیزش جنسی دهانی (به انگلیسی: Oral sex)، یا رابطهٔ دهانی (به انگلیسی: oral intercourse) شکلی از روابط جنسی است، که در آن اندام شریک جنسی به‌وسیله اجزاء دهان (مانند لب، زبان، دندان و حلق) تحریک می‌شود. شیوه‌های مختلفی از رابطهٔ جنسی دهانی وجود دارد. ساک زدن آلت مردانه شیوه‌ای است که روی آلت جنسی مردانه انجام می‌شود. همچنین کُس‌لیسی، کون‌لیسی، و خایه‌لیسی شیوه‌های دیگری از رابطهٔ دهانی محسوب می‌شوند. تحریک دهانی سایر قسمت‌های بدن، مانند بوسیدن یا لیسیدن، آمیزش جنسی دهانی به حساب نمی‌آید.
آمیزش جنسی دهانی هم ممکن است برای عشق‌بازی پیش از برانگیختگی جنسی و سایر فعالیت‌های جنسی (مانند آمیزش واژینال یا مقعدی) انجام شود، و هم ممکن است تنهایی به عنوان یک عمل شهوانی و صمیمی فیزیکی انجام شود. مانند بسیاری از انواع فعالیت‌های جنسی، در رابطهٔ جنسی دهانی احتمال ابتلا به بیماری‌های آمیزشی (STIs/STDs) وجود دارد. اما خطر انتقال بیماری برای آمیزش جنسی دهانی، به‌ویژه انتقال اچ‌آی‌وی، به‌طور قابل توجهی کمتر از رابطه جنسی واژینال یا مقعدی است.
رابطهٔ جنسی دهانی اغلب یک تابو در نظر گرفته می‌شود، اما اکثر کشورها قوانینی برای ممنوعیت این عمل ندارند. معمولاً، افراد رابطهٔ جنسی دهانی را تأثیرگذار بر باکرگی هیچ‌یک از طرفین نمی‌دانند، اگرچه نظرات دربارهٔ موضوع متفاوت است.

## روش
سکس دهانی می‌تواند توسط افرادی با هر نوع گرایش جنسی انجام شود.

### انواع
آمیزش جنسی دهانی یک فعالیت جنسی است که شامل تحریک اندام تناسلی یک فرد توسط شخص دیگری با استفاده از دهان یا حلق می‌شود و ممکن است به انواع مختلفی انجام شود. در حین نشستن چهره، گیرنده روی صورت فرد می‌نشیند و با اندام تناسلی خود به داخل آن فشار می‌آورد. رابطه جنسی دهانی می‌تواند توسط هر دو طرف به‌طور همزمان، در وضعیت به اصطلاح «شصت و نه»، نیز انجام شود. تف کردن/یا قورت دادن مایعات انزالی یا دادن گردنبند مروارید ممکن است باعث تحریکات جنسی متفاوت شود. خودفرج‌لیسی نیز یک نوع نادر اما قابل انجام است. خودفرج‌لیسی ممکن است برای زنانی با ستون فقرات بسیار انعطاف‌پذیر امکان‌پذیر باشد.
عمل سکس گروهی دهانی، به صورت انجام آمیزش جنسی دهانی یک زن با چند مرد، با اسامی گنگ‌ساک (به انگلیسی: gangsuck)، بلوبنگ (به انگلیسی: blowbang) یا صف‌آرایی (به انگلیسی: lineup) نامیده می‌شود که همگی از اصطلاح عامیانهٔ گنگ‌بنگ برای رابطهٔ جنسی گروهی مشتق شده‌اند. بوکاکی و گوکون نیز ممکن است شامل رابطهٔ جنسی دهانی باشند.

### حفظ بکارت
رابطه جنسی دهانی ممکن است برای حفظ باکرگی، به ویژه در میان جفت‌های دگرجنس‌گرا، انجام شود. این حالت گاهی باکرگی فنی نامیده می‌شود (که ممکن است شامل رابطه جنسی مقعدی، خودارضایی متقابل و سایر اعمال جنسی غیر دخولی باشد، اما رابطه جنسی آلت تناسلی-واژن را شامل نمی‌شود). «باکرگی فنی» یا پرهیز جنسی از طریق آمیزش جنسی دهانی در بین نوجوانان رایج است.
مردان هم‌جنس‌گرایی که رابطه جنسی دهانی را راهی برای حفظ باکرگی خود می‌دانند، نفوذ آلت تناسلی به مقعد را منجر به از دست دادن باکرگی می‌دانند، در حالی که سایر مردان همجنس‌گرا ممکن است رابطه دهانی را شکل اصلی فعالیت جنسی خود تعریف کنند. در مقابل، زوج‌های هم‌جنس‌گرایی زنانه معمولاً رابطه جنسی دهانی یا انگشت کردن را منجر به از دست دادن باکرگی می‌دانند، اگرچه تعاریف از دست دادن باکرگی در بین لزبین‌ها نیز متفاوت است.

## خطرات
بیماری‌های آمیزشی مانند کلامیدیا، پاپیلومای انسانی (HPV)، سفیلس، سوزاک، زونا، هپاتیت و دیگر بیماری‌های آمیزشی (STD) مانند ویروس اچ‌آی‌وی (عامل ایدز) می‌توانند از راه آمیزش دهانی منتقل شوند. اینکه چرا HIV از این راه می‌تواند منتقل شود هنوز روشن نیست ولی برخی گمان می‌کنند که احتمال انتقال بیماری در این روش نسبت به دیگر آمیزش‌ها پایین‌تر است ولی صفر نیست. و بیشترین میزان خطر در آمیزش جنسی واژینال و مقعدی است.
البته احتمال انتقال برخی از این بیماری‌های مقاربتی مثل پاپیلومای انسانی و کلامیدیا بسیار ناچیز است. محاسبه دقیق احتمال ابتلا به این بیماری‌ها در مقایسه با سکس واژنی و مقعدی غیرممکن است چون بسیاری از افراد همزمان از هر دو روش سکس استفاده می‌کنند و تعیین دلیل ابتلا در این موارد ناممکن است. همچنین انزال مرد در هنگام سکس دهانی احتمال انتقال بیماری به زن را افزایش می‌دهد. برای انتقال ویروس اچ‌آی‌وی از این طریق باید ویروس از منی، ترشحات واژنی یا خون شخص مبتلا وارد خراشیدگی‌ها و غشای مخاطی دهان و حلق طرف مقابل شود. انتقال این ویروس از طریق بزاق ممکن نیست، در نتیجه بوسه‌های دهان به دهان قابلیت انتقال ویروس را ندارند مگر زمانی‌که خون در دهان وجود داشته باشد.
اگر شریک جنسی دریافت‌کننده بر روی ناحیهٔ مهبل زخم یا بریدگی داشته باشد یا اگر شریک دهنده در دهانش زخم یا بریدگی باشد یا لثه‌هایش دچار خون‌ریزی یا آسیب باشد در این صورت احتمال انتقال بیماری آمیزشی بسیار بالا می‌رود. همچنین مسواک زدن دندان‌ها، کشیدن نخ دندان، انجام کار بر روی دندان‌ها، خوردن مواد خوراکی خشن مانند چیپس، در بازهٔ زمانی کوتاهی پیش یا پس از آمیزش دهانی خطرناک است و احتمال انتقال بیماری‌های آمیزشی را بالا می‌برد چون تمامی این کارها ممکن است باعث ایجاد خراش در دهان و ناحیهٔ لثه‌ها شود. این زخم حتی اگر بسیار ریز و میکروسکوپی باشند همچنان خطرناک‌اند. چنین تماس‌هایی با بدن شریک جنسی باعث می‌شود تا ویروس‌ها و باکتری‌هایی که در ناحیهٔ اندام جنسی یا پیرامون آن رشد می‌کنند یا در آن پنهان اند وارد دهان و بدن فرد شوند.

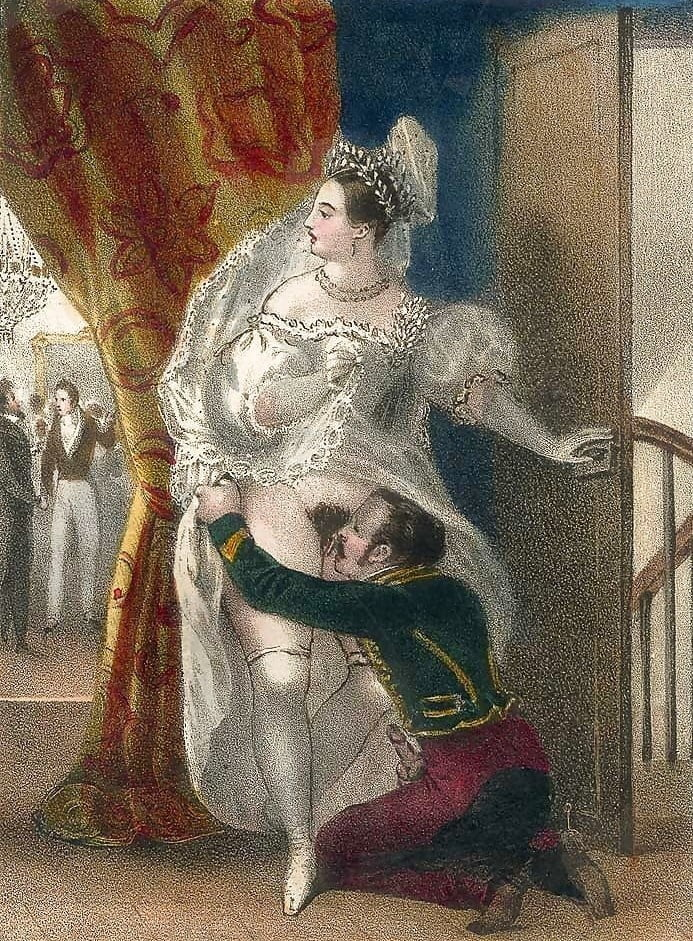
نقاشی آبرنگ از آشیل دورییا
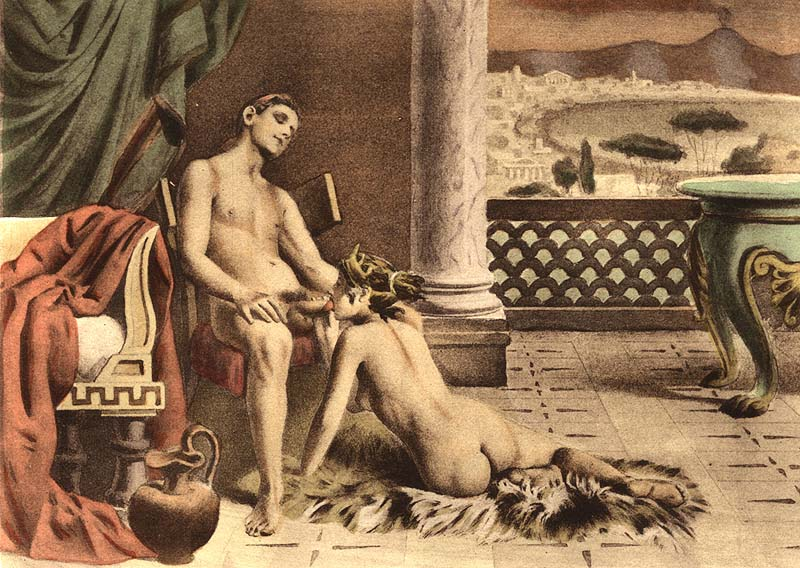
نقاشی از نقاش فرانسوی ادوارد آنری
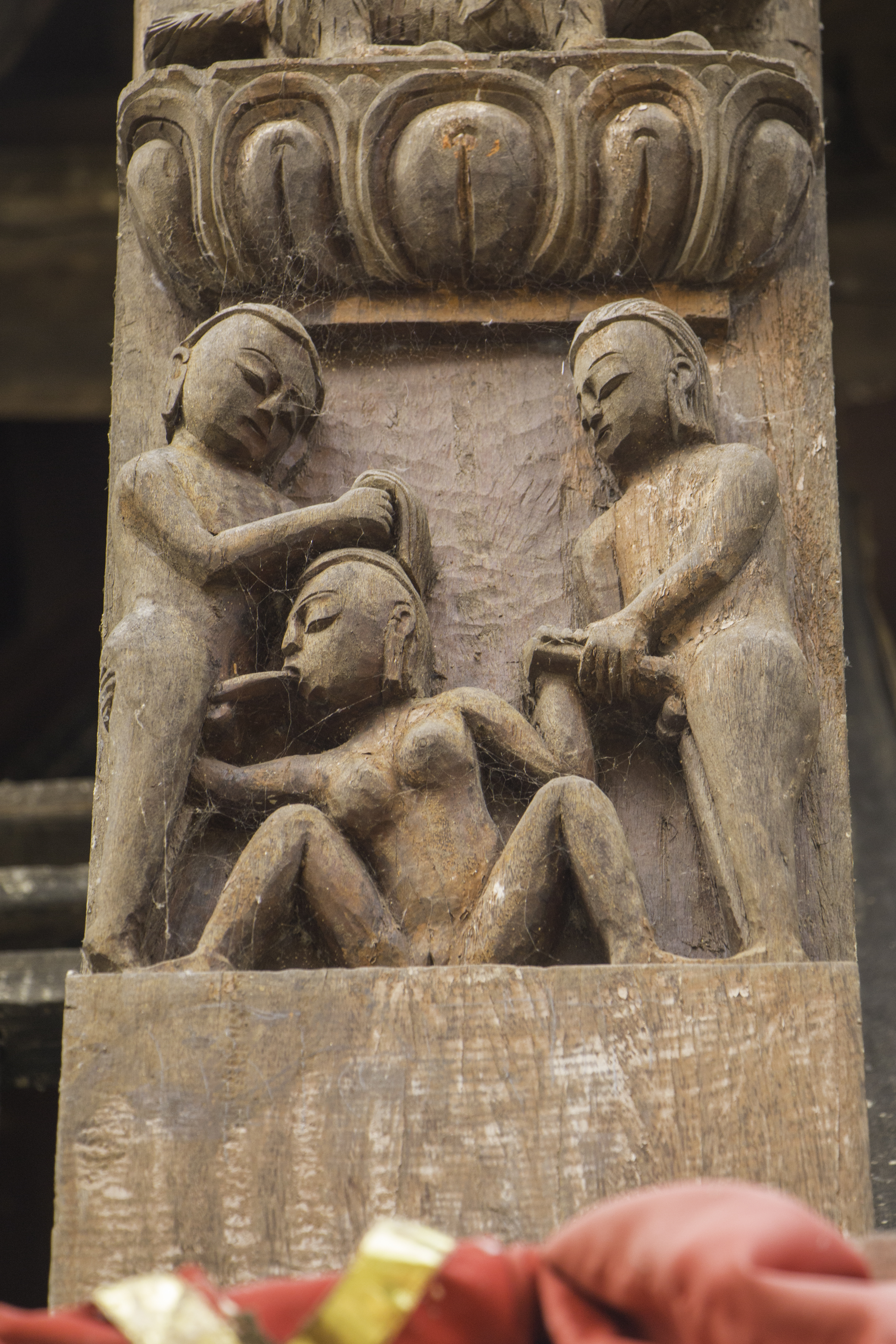
معبد اوما ماهشورو در کیرتیپور متعلق به سده ۱۷
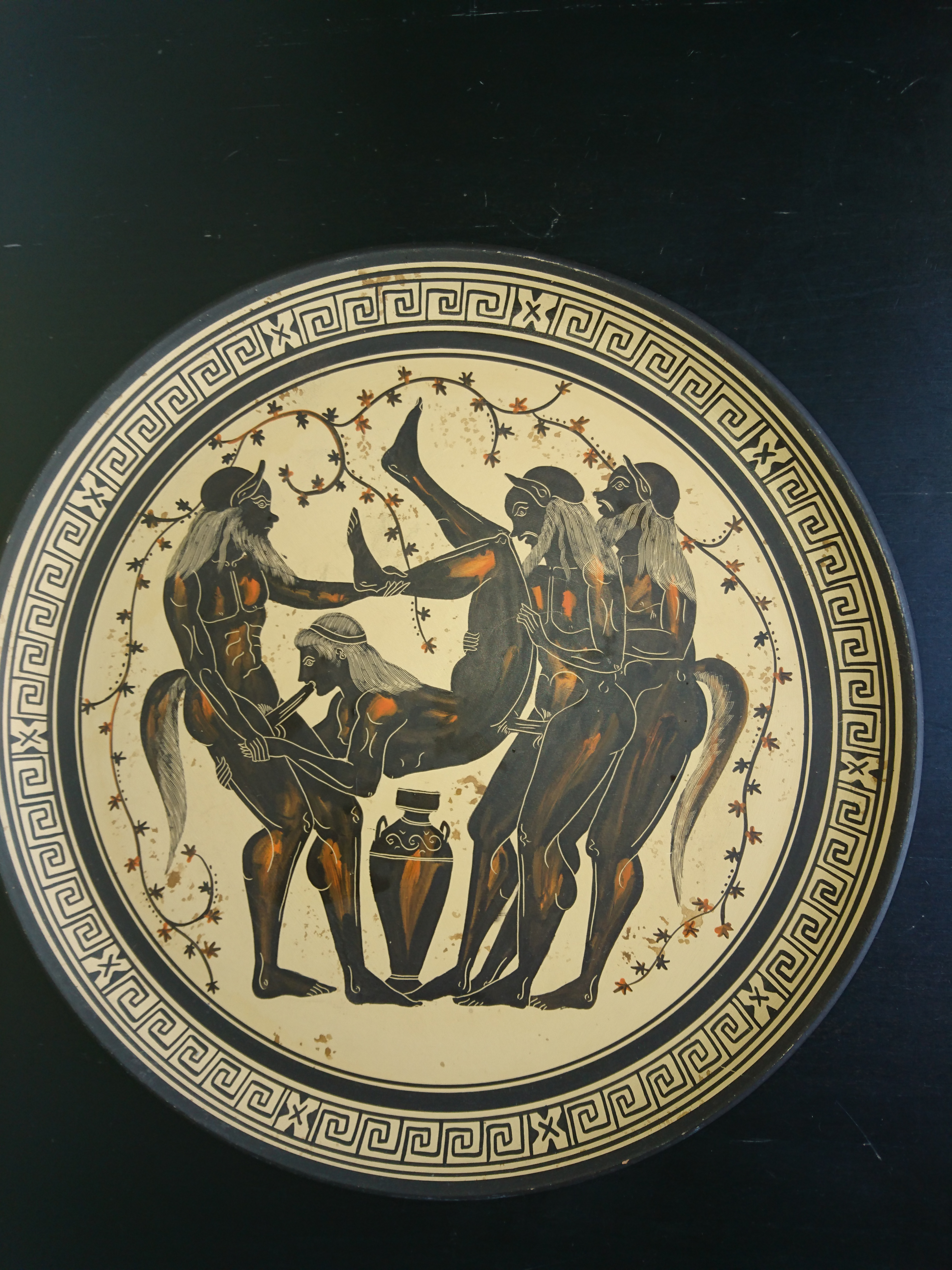
در هنر اسطوره‌های یونان

### ویروس پاپیلوم انسانی (HPV) و سرطان‌های مرتبط
در سال ۲۰۰۵ در کالج مالمو در سوئد، مطالعه‌ای صورت گرفت و روشن شد که انجام آمیزش دهانی با شریک جنسی دارای ویروس پاپیلوم، خطر سرطان دهان را بالا می‌برد. این مطالعه نشان داد ۳۶٪ بیماران سرطانی HPV داشته‌اند در مقایسه با یک درصد از گروهی که سلامتی این موضوع را کنترل کرده بودند.
مطالعه‌ای دیگر نشان داده است که می‌توان یک ضریب همبستگی میان گرفتاری به سرطان‌های سر و گردن و آمیزش دهانی پیدا کرد. گمان آن می‌رود که این به دلیل انتقال ویروس پاپیلوم انسانی میان افراد باشد. ویروس HPV ویروسی است که عامل بیشتر سرطان‌های ناحیهٔ گردن است. پزشکان در بسیاری از مطالعات توانسته‌اند این ویروس را در بافت سرطانی حلق پیدا کنند. تحقیقات نشریهٔ پزشکی نیو انگلند نشان داده است که افرادی که در زندگیشان یک تا پنج شریک آمیزش جنسی دهانی داشته‌اند نسبت به کسانی که هرگز چنین رفتاری نداشته‌اند، دو برابر در برابر خطر سرطان آسیب‌پذیرترند و کسانی که بیش از پنج شریک جنسی آمیزش دهانی داشته‌اند خطر گرفتاریشان به سرطان ۲۵٪ بیشتر است.

## دیگر جانوران
آمیزش جنسی دهانی در بسیاری از گونه‌های جانوری مشاهده شده‌است. گرایش نخستی‌ها، غیر نخستی‌ها و انسان‌ها به آمیزش جنسی دهانی می‌تواند نشان دهنده مزیت فرگشتی آن باشد. قضیب‌لیسی هنگام جفت‌گیری در خفاش میوه‌خوار مشاهده شده‌است. در این گونه خفاش جنس ماده با لیس‌زدن نر، زمان مقاربت جنسی را افزایش می‌دهد.